# Кошелев, Алексей Алексеевич
Алексей Алексеевич Кошелев (19 мая 1906, Санкт-Петербург — 24 сентября 1985, Москва) — советский деятель органов охраны общественного порядка, начальник МУРа, комиссар милиции 3-го ранга.

## Биография
Родился в столице империи, воспитывался в детском доме города Череповец, стал комсомольским вожаком, секретарь ячейки РКСМ детдома с 1919 до 1922. Учился в школе-интернате 2-й ступени с 1922 до 1923. Осенью 1923 стал студентом факультета общественных наук Петроградского государственного университета, после окончания которого в 1926 вернулся в Череповец, где два года работал народным следователем в суде Вологодской губернии, потом в Череповецкой окружной прокуратуре. Затем служит в Красной армии, рядовой кавалерийского полка в Петергофе с 1928, в 1929 демобилизуется и начинает работать в ленинградском уголовном розыске. За пять лет прошёл путь от агента третьего разряда до старшего оперативного уполномоченного. С 1934 до 1936 начальник уголовного розыска Мурманского окружного отдела милиции, где был награждён серебряным портсигаром и именным оружием. С 1936 начальник отделения (бригады) в отделе уголовного розыска Ленинградского управления милиции, затем был назначен помощником, потом заместителем начальника БХСС по Ленинградской области. Становится членом ВКП(б) в 1938. 25 апреля 1941 назначается заместителем начальника милиции Казахской ССР. В декабре 1943 назначен на должность начальника милиции, а с осени 1944 также и заместителя народного комиссара внутренних дел Латвийской ССР, боролся с «лесными братьями», бандами коллаборационистов и уголовников. В январе 1951 назначен заместителем начальника Управления уголовного сыска ГУМ, но вскоре получает поручение во главе бригады УУС ГУМ «ознакомиться с состоянием уголовного сыска Управления милиции города Москвы и оказать практическую помощь», и уже 1 апреля того же года возглавляет Московский уголовный розыск. В январе 1952 назначен первым заместителем начальника Управления милиции столицы по оперативной работе, где получил выговор «за бесконтрольность работы с агентурой». В 1956 находился в заграничной командировке на должности советника начальника милиции ВНР, занимался восстановлением дееспособности органов внутренних дел после Венгерского восстания. В 1958 получил III группу инвалидности, и вышел в отставку, рассказ об этом записал с его слов ветеран уголовного розыска И. Д. Скорин. Работал заместителем председателя Совета ветеранов московской милиции. Выступил в ЦК ВЛКСМ на традиционной встрече с комсомольским активом милиции перед Олимпиадой-80.

### Семья
- Жена — Ольга Зиновьевна Кошелева.